# Au beurre noir
Au beurre noir est le quinzième épisode de la vingt-quatrième saison de la série télévisée Les Simpson et le 523e épisode de la série. Il est diffusé pour la première fois sur la chaîne américaine Fox le 10 mars 2013.

## Synopsis
Homer s'incruste chez Flanders pour le petit-déjeuner sans savoir que ses parents s'y trouvent déjà. Quand Ned se rend compte qu'ils préfèrent son voisin à leur propre fils, il n'hésite plus et décoche à Homer un violent coup de poing dans l'œil ce qui lui donne un œil au beurre noir. Flanders tente ensuite de se réconcilier avec lui. Pendant ce temps, Lisa apprend que son institutrice est atteinte d'une dépression et se fait remplacer par un professeur qui semble apprécier tous les élèves de sa classe sauf elle.